# Eclipsa de Soare din 25 octombrie 2022
O eclipsă de Soare s-a produs la 25 octombrie 2022. A fost cea de-a XVI-a eclipsă parțială de Soare din secolul al XXI-lea.
O eclipsă de Soare are loc când Soarele, Luna și Pământul sunt aliniate. Când alinierea este aproape perfectă, conul de umbră al Lunii atinge suprafața Pământului și obstrucționează întregul disc solar: eclipsa este totală.
S-a produs acum 2 ani, 151 zile.

## Zona de vizibilitate
Atenție! Să nu se privească niciodată Soarele direct prin luneta astronomică / telescop / binoclu! Este necesară așezarea unui filtru solar adecvat, în fața obiectivului! În caz contrar, pierderea vederii este iremediabilă! În locul folosirii filtrelor așezate în fața obiectivului, o altă variantă sigură este proiectarea imaginii solare pe un ecran. Eclipsele de Soare pot fi observate, în siguranță, folosind o mască sau ochelari de sudură cu factorul de minimum 14, însă din cauza grosimii sticlei pot apărea imagini duble.

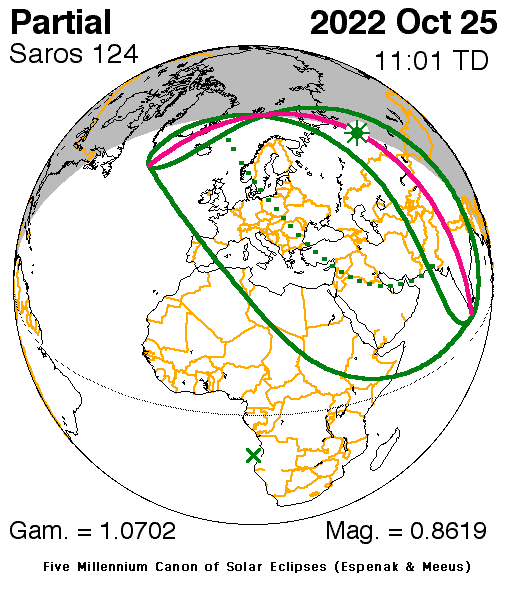
Harta eclipsei parțiale de Soare din 25 octombrie 2022

Eclipsa din 25 octombrie 2022 este o eclipsă parțială de Soare care a fost vizibilă din Europa (cu excepția Peninsulei Iberice), Urali și Siberia de Vest, Orientul Mijlociu, Asia de Vest și din nord-estul Africii. Faza maximă a eclipsei parțiale a fost înregistrată în Câmpia Siberiei de Vest din Rusia, lângă Nijnevartovsk.
Eclipsa a debutat la ora 8 și 58 de minute UTC (11 și 58 de minute, Ora de Vară a României), în Islanda, a atins maximul la ora 9 și 49 de minute UTC și a luat sfârșit la ora 10 și 42 de minute UTC, în India. 
La București, primul contact a fost observat la ora 09:26:20 UTC (12:26:20, Ora de Vară a României), faza maximă la 10:38:15 UTC (13:38:15, Ora de Vară a României), iar ultimul contact la ora 11:49:42 UTC (14:49:42, Ora de Vară a României).
Dimensiunea fazei maxime, la București, a fost de 0,4944.

## Galerie de imagini

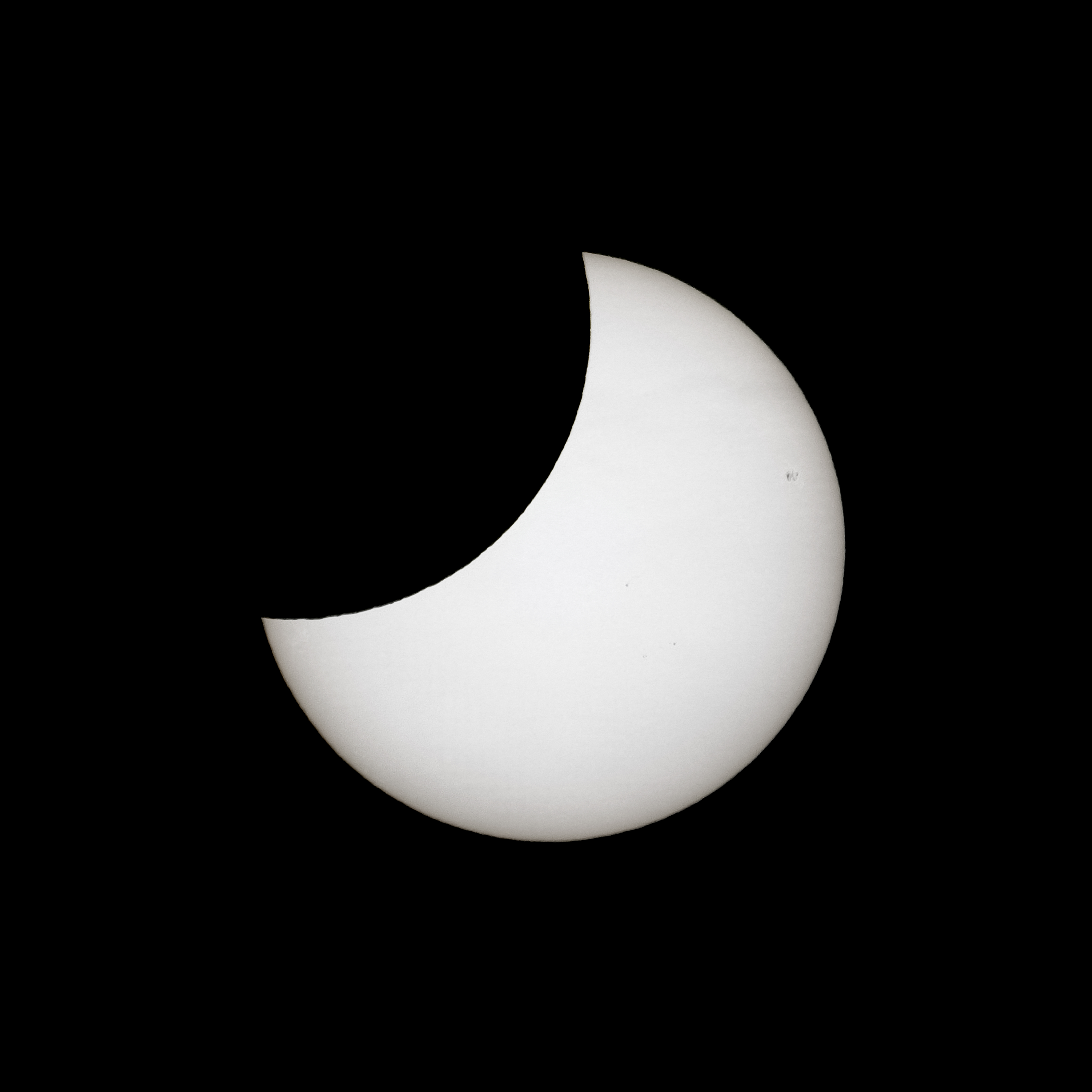
Eclipsa parțială de Soare fotografiată la Berlin, Germania, la ora 10:24 UTC (13:24, Ora de Vară a României)
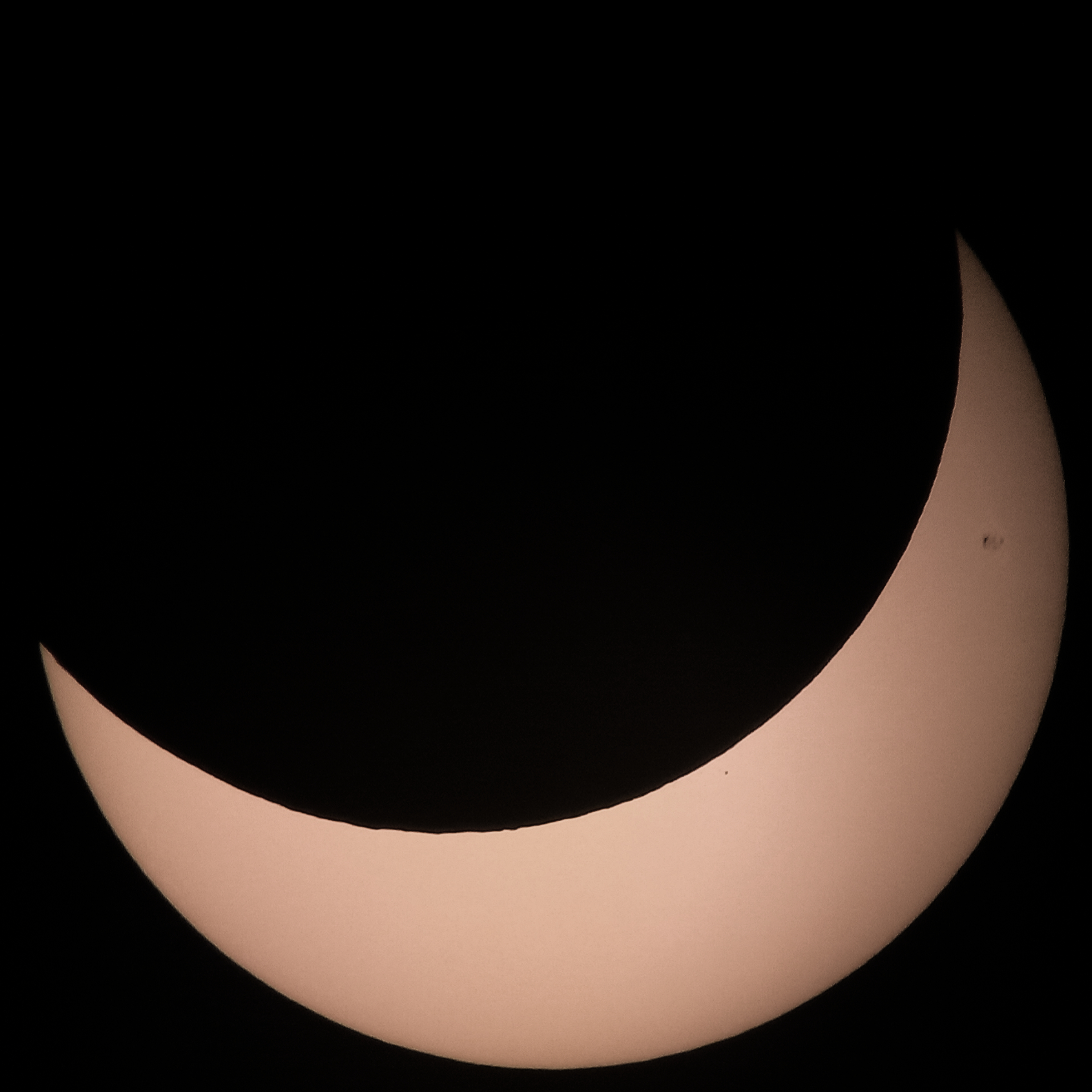
Eclipsa parțială de Soare fotografiată la Saratov, Rusia, la ora 10:54 UTC (13:54, Ora de Vară a României). 68% din Soare era acoperit de Lună